# Rock Band (jeu vidéo)
Pour les articles homonymes, voir Rock Band.
Rock Band est un jeu vidéo musical développé par Harmonix, sorti le 20 novembre 2007 aux États-Unis sur les consoles PlayStation 2, PlayStation 3, Wii et Xbox 360. Il est commercialisé en France sur Xbox 360 depuis le 22 mai 2008, sur Wii depuis le 11 septembre 2008 et sur PlayStation 3 depuis le 18 septembre 2008.
Rock Band permet aux joueurs de créer leurs propres groupes de rock virtuels en donnant la possibilité de jouer à 4 joueurs en simultané grâce à l'utilisation de périphériques inspirés de réels instruments de musique, vendus avec le jeu ou indépendamment. L'édition spéciale comprend le jeu en lui-même ainsi qu'une batterie, une guitare et un micro.

Ces périphériques permettent de simuler l'action d'un véritable groupe de rock en jouant les notes qui défilent à l'écran.

Les joueurs évoluant sur les consoles Xbox 360 et PlayStation 3 pourront bénéficier de contenus et modes de jeu en ligne. En supplément de la liste de chansons fournie avec le jeu, plusieurs centaines de titres téléchargeables seront mis à disposition des joueurs au fil du temps.

## Chansons
64 chansons couvrent une grande variété de genres de rock, de l’alternatif au rock classique jusqu’au heavy metal en passant par le punk.

### 1960
- Les Rolling Stones, Gimme Shelter

### 1970
- Aerosmith, Train Kept a Rollin' (reprise)
- The Who, Won't Get Fooled Again
- Boston, Foreplay/Long Time
- Mountain, Mississippi Queen (reprise)
- The Police, Next to You
- David Bowie, Suffragette City
- Black Sabbath, Paranoid (reprise)
- Blue Oyster Cult, Don't Fear the Reaper
- The Ramones, Blitzkrieg Bop
- Lynyrd Skynyrd, Simple Man
- Deep Purple, Highway Star
- KISS, Detroit Rock City
- Molly Hatchet, Flirtin' With Disaster
- The Outlaws, Green Grass & High Tides (reprise)
- Sweet, Ballroom Blitz (reprise)

### 1980
- Rush, Tom Sawyer (reprise)
- Bon Jovi, Wanted Dead or Alive
- The Clash, Should I Stay or Should I Go
- Faith No More, Epic
- R.E.M., Orange Crush
- Iron Maiden, Run to the Hills (reprise)
- Pat Benatar, We Belong

### 1990
- Foo Fighters, Learn to Fly
- Metallica, Enter Sandman
- Nirvana, In Bloom
- Stone Temple Pilots, Vasoline
- Weezer, Say It Ain't So
- Smashing Pumpkins, Cherub Rock
- Radiohead, Creep
- Beastie Boys, Sabotage
- Hole, Celebrity Skin
- Garbage, I Think I'm Paranoid
- Soundgarden, Black Hole Sun
- Pixies, Wave of Mutilation
- Blur, Beetlebum (reprise)

### 2000
- The Hives, Main Offender
- Queens of the Stone Age, Go With the Flow
- The Strokes, Reptilia
- Jet, Are You Gonna Be My Girl
- OK Go, Here It Goes Again
- Nine Inch Nails, The Hand That Feeds
- Yeah Yeah Yeahs, Maps
- Red Hot Chili Peppers, Dani California
- Coheed and Cambria, Welcome Home
- Fall Out Boy, Dead on Arrival
- The Killers, When You Were Young
- The New Pornographers, Electric Version
- Muse, Hysteria
- Les Wampas, Manu Chao

### Chansons bonus (Allemagne/France/Royaume-Uni)
- Die Toten Hosen, Hier Kommt Alex
- Juli, Perfekte Welle
- H-Block X, Countdown to Insanity
- Blur, Beetlebum
- Oasis, Rock ‘n’ roll star
- Tokio Hotel, Monsoon
- Les Wampas, Manu Chao
- Pleymo, New Wave

### Chansons bonus (États-Unis/Canada)
- The Konks, 29 Fingers
- Anarchy Club, Blood Doll
- Freezepop, Brainpower
- Death of the Cool, Can't Let Go
- Acro-Brats, Day Late, Dollar Short
- Honest Bob and the Factory-to-Dealer Incentives, I Get By
- Flyleaf, I'm So Sick
- Crooked X, Nightmare
- Tribe, Outside
- Bang Camaro, Pleasure (Pleasure)
- Vagiant, Seven
- Mother Hips, Time We Had
- Timmy and the Lords of the Underworld, Timmy and the Lords of the Underworld